# クリーム2号

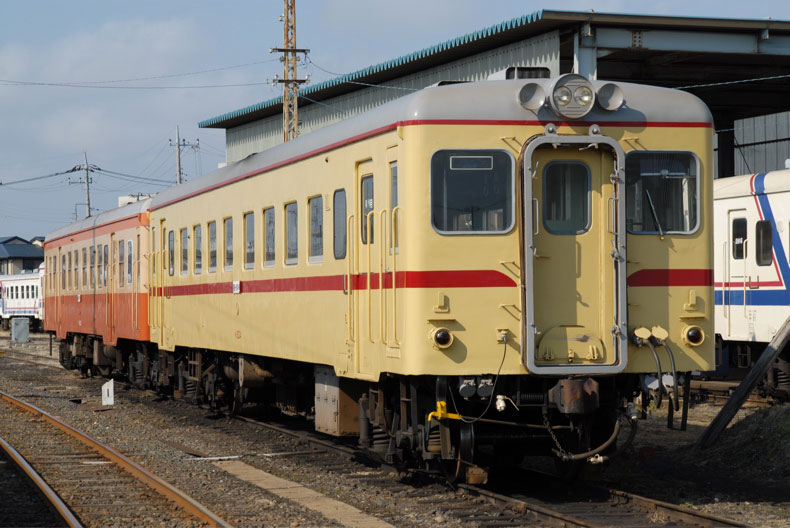
クリーム2号を地色とする国鉄準急色（写真は茨城交通による復刻）

クリーム2号（クリーム2ごう）は、日本国有鉄道（国鉄）が定めた色名称の1つである。

## 概要
現在も使用されているクリーム1号より、若干黄味がかった色である。
1949年から行なわれた国鉄モハ32系電車の更新修繕に伴い、横須賀線に使用される車両については、薄クリーム色と青色の塗り替えが施されることになった。この時、地色として採用されたものが本色である。その後登場した70系電車にも採用され、青2号と組み合わせて「スカ色」という通称で親しまれた。
1958年には準急用として製造されたキハ55系気動車の地色として採用されたが、当時の国鉄気動車において、明るい地色が採用されるのは異例のことであった。
また、1961年に登場した421系電車の前面警戒色にも採用された（これは50Hz用と60Hz用の区分の意味もあり、50Hz用の401系の前面警戒色はクリーム1号であった）が、1962年の外部塗色の一部統合標準化により廃止となった。

## 使用車両
- 国鉄32系電車
- 国鉄70系電車
- 国鉄キハ55系気動車
- 国鉄421系電車

## 近似色
- クリーム1号
- クリーム4号